# Florida!!!
«Florida!!!» — песня американской певицы Тейлор Свифт при участии британской инди-рок группы Florence and the Machine. Она была выпущена 19 апреля 2024 года на лейбле Republic Records в качестве восьмого трека её одиннадцатого студийного альбома The Tortured Poets Department (2024). Песня была написана Свифт совместно с вокалисткой группы Флоренс Уэлч, которая также исполнила вокальные партии, и спродюсировала его вместе с Джеком Антоноффом. Это пауэр-баллада в стиле американы и южной готики с гитарами и барабанами в стиле инди-рок. Лирическое содержание трека сводится к поиску облегчения через эскапизм и алкоголь, а в качестве географической метафоры используется Флорида.
Критики в целом высоко оценили вокальное исполнение дуэта и продюсирование песни, но некоторые другие посчитали текст недостаточно убедительным. Песня заняла восьмое место в Billboard Global 200 и попала в топ-10 в Австралии, Канаде, Новой Зеландии и США.

## Предыстория
«Florida!!!» — первая совместная работа Тейлор Свифт и Флоренс Уэлч, хотя впервые они встретились в 2012 году. В интервью 2015 года они восхищались друг другом. Уэлч периодически упоминала Свифт как вдохновительницу и мотиватор для выпуска своего альбома How Big, How Blue, How Beautiful. Свифт также поделилась своими похвалами в адрес Уэлч в одном из интервью. Свифт и Уэлч также посетили концерт группы 1975 в 2023 году, где Свифт исполнила свою песню «Anti-Hero». Джек Антонофф, продюсер многих работ Свифт, также выступил сопродюсером альбома Уэлч 2022 года Dance Fever.
Свифт поделилась с iHeartRadio, что вдохновением для создания песни «Florida!!!» послужил сериал Dateline NBC. В интервью она провела параллель между людьми, которые бегут во Флориду после совершения преступлений, и теми, кто переживает сердечную боль, сказав: «Они пытаются переосмыслить себя, обрести новую личность, слиться с толпой». В Apple Music появилась возможность предварительного сохранения альбома, на котором было представлено семь откровенных треков, включая «Florida!!!». В магазине Spotify в The Grove в Лос-Анджелесе было представлено несколько глобусов с булавками, обозначающими Майами, Флорида. Отец Свифт, Скотт, сказал, что «Florida!!!» — его любимая песня с альбома, добавив, что это «адский наркотик», что является ссылкой на текст песни.
По словам Уэлч, Свифт обратилась к ней с «концепцией и историей» для «Florida!!!». Уэлч сказала, что это был её «любимый способ начать писать песни».
Свифт исполнила песню «Florida!!!» вместе с Уэлч во время восьмого шоу Eras Tour на лондонском стадионе «Уэмбли» 20 августа 2024 года. Песня была добавлена в сетлист между исполнением «So High School» и «Who’s Afraid of Little Old Me?». Выступление также сопровождалось новой хореографией. Песня была дополнительно исполнена с Флоренс в качестве гостьи во время трех концертов тура в Майами.

## Композиция
«Florida!!!» — это пауэр-баллада с темповым поп-продюсированием, сопровождаемая резкими ударными и гитарами, напоминающими инди-рок. Уэлч поёт два полных куплета, а позже в треке переплетает строки со Свифт. Лаура Снейпс из The Guardian считает, что «Florida!!!» имеет мелодраматическое южно-готическое направление, похожее на «No Body, No Crime» с альбома Свифт 2020 года Evermore и «опустошённую (desolate) американу» под влиянием Ланы Дель Рей. Эрика Гонзалес из Elle добавила, что на звучание, привнёсшее «гимническое и временами эйфорическое чувство», может в значительной степени повлияла музыка Уэлч.
Текст «Florida!!!» рассказывает о том, как Свифт и Уэлч отправляются в терапевтическое путешествие после неудачных отношений. В то время как Свифт рассказывает о городе, который сводит её с ума, Уэлч мечтает предаться алкоголю и похоронить своих прошлых любовников в болоте. Говард Коэн из Miami Herald говорит, что текст песни «Florida!!!» рисует штат как пиковое место для отдыха, но добавляет в него элементы тайны. В первой строчке Уэлч упоминает ураган Флоренс, который прошёл близко к Флориде в сентябре 2018 года («Ураган был с моим именем, когда он пришёл»). Свифт поёт: «Все мои друзья пахнут „травкой“ или маленькими детьми», намекая на то, что её друзья схожего возраста накуриваются, а у других есть дети. В припеве Свифт метафорически сравнивает штат с «адским наркотиком», который она хочет употребить.

## Отзывы
Песня была в целом хорошо принята критиками. Саманта Олсон из Cosmopolitan назвала её лучшей песней с альбома, похвалив вокал Уэлч и продюсирование. В своём рейтинге она отметила, что песня отражает «сущность Флориды». В положительной рецензии Мелиссы Руджери из USA Today вокал Свифт и Уэлча на фоне топающих инструменталов сделал песню «кинематографичной и целенаправленной». Хелен Браун из Rolling Stone высоко оценила вокал Уэлча. Джейсон Липшутц из Billboard поставил песню на третье место среди восемнадцати треков альбома, отметив эмоциональный вокал Свифт и дерзкое звучание. Эрика Гонзалес из Elle сказала, что песня несёт «заразительную энергию» благодаря взрывным барабанам во время припева. Алекс Гонсалес из Uproxx дал песне положительную оценку, сказав: «Сотрудничество звучит так свежо и в то же время кажется вечным». Шаад Д’Суза из Pitchfork сказал, что это самая смелая и энергичная песня из тех, что в основном звучат в сдержанных, созерцательных тонах.
P. Клэр Додсон из Teen Vogue отметила, что ударные и перкуссионные инструменталы были захватывающими. Она добавила, что «Florida!!!» реанимирует вторую половину оригинального набора из 16 песен, когда предыдущие моменты альбома, казалось бы, ослабевают. Журналисты Vogue Australia Нина Мияшита и Джона Уотерхаус назвали его «весёлым, шутливым треком». Месфин Федаку из The Hollywood Reporter высоко оценил песню и исполнение Florence and the Machine, назвав её «выигрышным треком», Людовик Хантер-Тилни из Financial Times назвал песню «пробивной». Джей Ханна, написавший рецензию для The Nightly, отметил, что совместная работа оправдала все ожидания. Мария Шерман из The Associated Press сказала, что песня напоминает инди-рок 2010-х годов, например Illinois Суфьяна Стивенса. Крис Уиллман из Variety назвал её «самым весёлым треком» с альбома, упомянув строки «Мои друзья все пахнут травкой или маленькими детьми» и «Fuck меня, Флорида».
В менее восторженных отзывах Джон Вольмахер из Beats Per Minute написал, что взрывные барабаны в припеве маскируют недостаток содержания в куплетах, и счёл трек «скорее затяжным, чем запоминающимся». Пол Бриджуотер из The Line of Best Fit сказал, что «Florida!!!» близка к тому, чтобы стать выдающимся треком, особенно благодаря сотрудничеству с Уэлч. Однако, по его словам, голос Уэлч «немного не сочетается» с голосом Свифт. Том Брейхан из Stereogum сказал, что в треке «много полузапрещённых/недоделанных образов из Библейского пояса», не заслуживающих восклицательных знаков в названии. Paste раскритиковал лирическое содержание, сказав, что куплет Уэлч был «ужасно водянистым», а припев — худшим из 2024 года. В другой статье для Paste Грейс Байрон пишет, что хотя песня не дотягивает до артистизма и влияния песен Уэлч, она «более интересна в звуковом плане».

## Чарты
| Чарт (2024)                            | Высшая позиция |
| -------------------------------------- | -------------- |
| Австралия (ARIA)                       | 8              |
| Бельгия/Фландрия (Ultratop 50)         | 36             |
| Великобритания (UK Singles Sales, OCC) | 73             |
| Великобритания (UK Streaming, OCC)     | 12             |
| Дания (Tracklisten)                    | 33             |
| Ирландия (Billboard)                   | 13             |
| Испания (PROMUSICAE)                   | 60             |
| Канада (Billboard Canadian Hot 100)    | 9              |
| Мир (Billboard Global 200)             | 8              |
| Литва (AGATA)                          | 50             |
| Новая Зеландия (Recorded Music NZ)     | 9              |
| Португалия (AFP)                       | 18             |
| Республика Корея (Download, Circle)    | 169            |
| Словакия (Singles Digitál Top 100)     | 61             |
| США (Billboard Hot 100) ·              | 8              |
| Франция (SNEP)                         | 80             |
| Чехия (Singles Digitál Top 100)        | 49             |
| Швеция (Sverigetopplistan)             | 33             |

## Сертификации
| Регион                                                                      | Сертификация | Продажи |
| --------------------------------------------------------------------------- | ------------ | ------- |
| Австралия (ARIA)                                                            | Золотой      | 35 000  |
| Новая Зеландия (RMNZ)                                                       | Золотой      | 15 000  |
| Великобритания (BPI)                                                        | Серебряный   | 200 000 |
| Данные о продажах + прослушиваниях приведены только на основе сертификации. |              |         |